# 트립톤

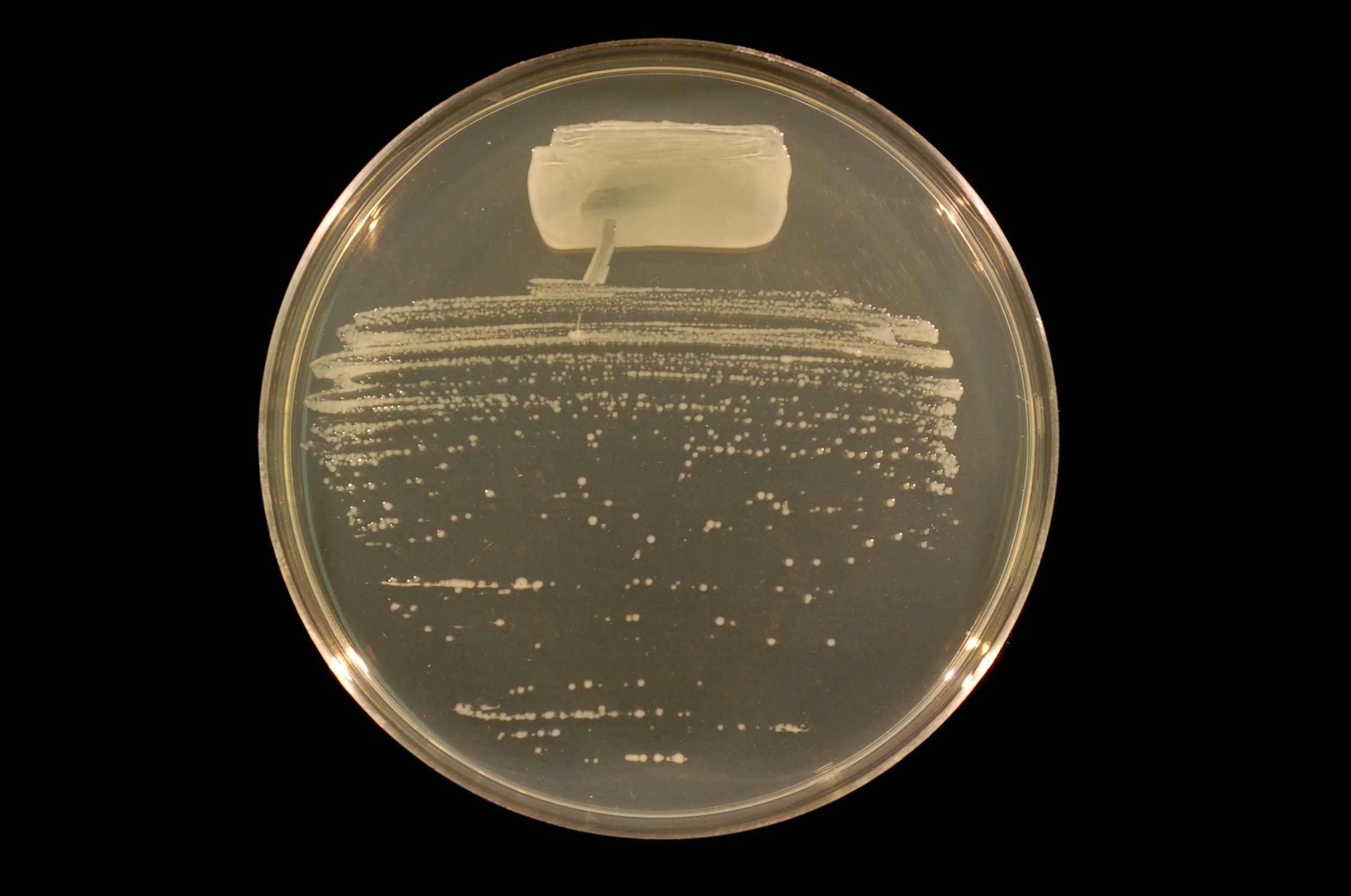
미생물의 성장을 돕는 트립톤을 함유한 한천 배지

트립톤(Tryptone)은 카제인이 단백질 분해효소 트립신에 의해 소화된 펩티드의 총칭이다.
트립톤은 대장균 및 기타 미생물의 성장을 위해 사용하는 LB배지(Lysogeny broth)를 생산하기 위해 미생물학 실험에서 일반적으로 사용된다. 이는 박테리아 성장을 위한 아미노산을 제공한다. 트립톤과 유사한 카사미노산도 있는데, 둘 다 카제인 분해물이지만, 카사미노산은 가수분해로 제조할 수 있으며, 이는 일반적으로 유리 아미노산과 적은 펩티드만을 가진다. 카사미노산은 트립톤과 유사하며, 트립톤은 불완전한 효소 가수 분해로 올리고펩티드(oligopeptide)가 있는 반면 카사미노산은 주로 유리 아미노산이다.
트립톤은 식물 증식에 사용되는 일부 발아 배지의 구성 요소이기도 하다.